# مردانی که آمریکا را ساختند
مردانی که آمریکا را ساختند یک مینی سریال مستند دربارهٔ زندگی کرنلیوس وندربیلت، جان دیویس راکفلر، اندرو کارنگی، جی‌پی مورگان، توماس ادیسون، و هنری فورد است. این مستند بیان می‌کند که نوآوری‌ها و شرکت‌های تجاری عظیم این افراد چگونه جامعه مدرن را متحول ساخت. گوینده این مجموعه کمپبل اسکات است. 

- قسمت اول: کرنلیوس وندربیلت (Cornelius Vanderbilt)

- قسمت دوم: راکفلر (John D. Rockefeller)

- قسمت سوم: اندرو کارنگی (Andrew Carnegie)

- قسمت چهارم: جی‌پی مورگان (J.P.Morgan)

- قسمت پنجم: اتحاد غول‌ها

- قسمت ششم: هنری فورد، غول صنعت اتومبیل

## نگارخانه

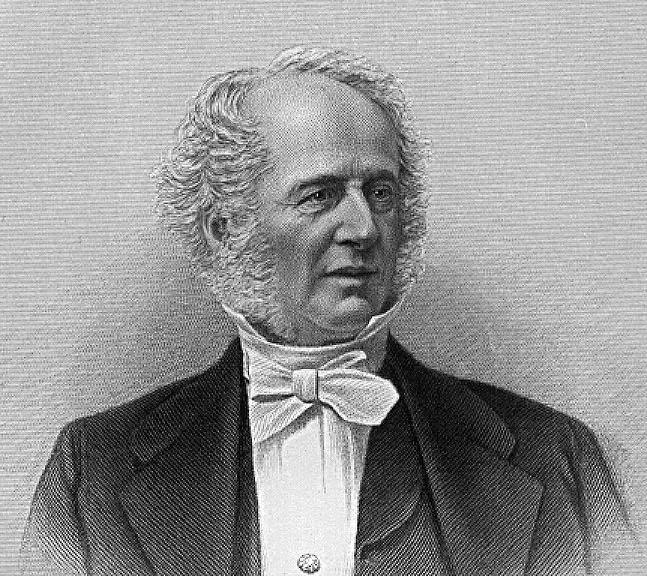
کرنلیوس وندربیلت
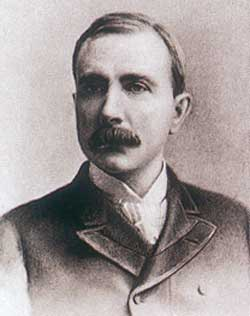
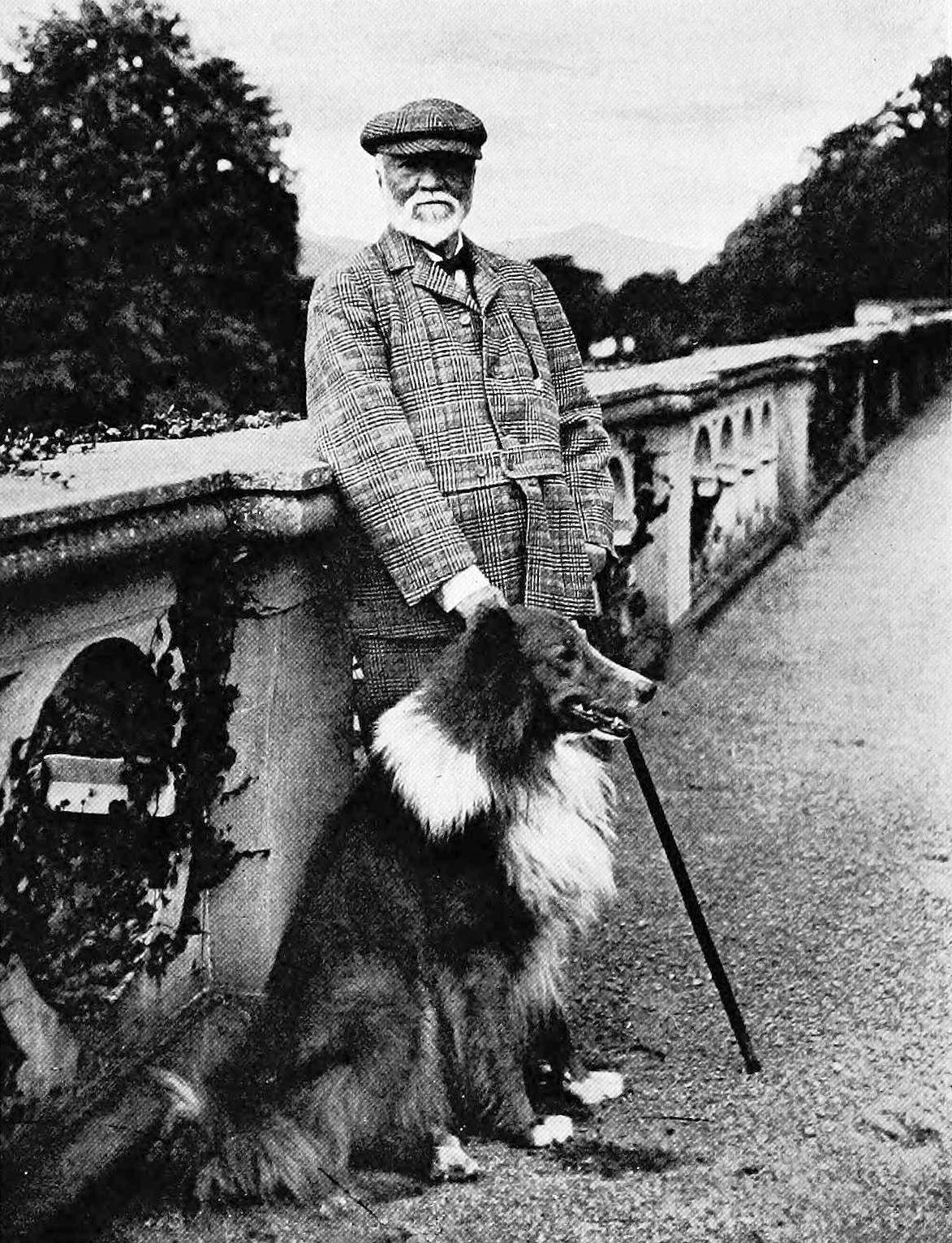
اندرو کارنگی
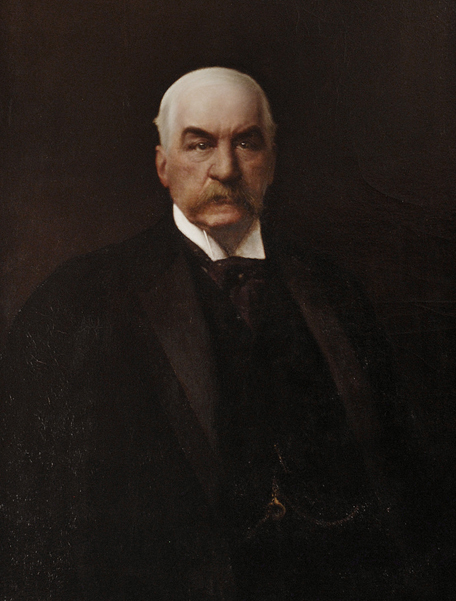
جی‌پی مورگان
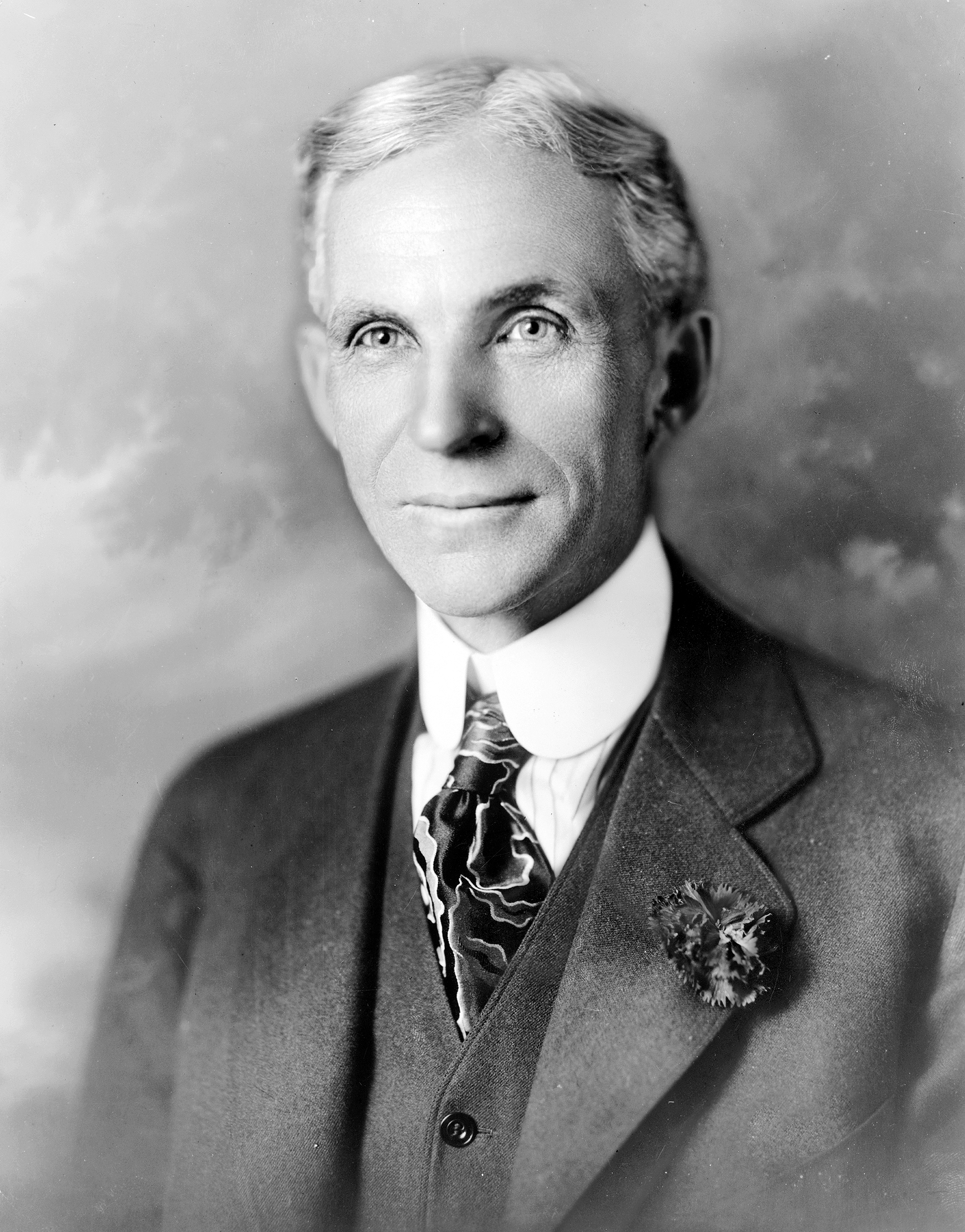
هنری فورد